# Bière des Ours
Bière des Ours (Berenbier) is een Belgisch bier van hoge gisting.
Het bier wordt sinds 1995 gebrouwen in Brasserie La Binchoise te Binche.
Het is een blond bier met een alcoholpercentage van 8,5%.

## Prijzen
- Gouden medaille op de World Beer Championships te Chicago in 1995.